# The Roman Imperial Coinage
The Roman Imperial Coinage (сокр. RIC, рус. Римская имперская чеканка) — многотомное издание на английском языке, каталог монет Римской империи. Издание охватывает период с битвы при Акции (31 год до н.э.) до окончания правления восточноримского императора Зенона (491 год). The Roman Imperial Coinage была создана в первой половине XX века и устарела в части оценки редкости монет, однако до сих пор является одной из наиболее полных работ по монетам Римской империи. Тома, посвященные поздней Империи вышли во второй половине XX века (10 том — в 1994 году) и устарели менее.

## Содержание
The Roman Imperial Coinage содержит десять томов, некоторые из которых разделяются на подтома.
Том 1. От Августа до Вителлия (31 год до н. э. — 69 год).
Том 2. От Веспасиана до Адриана (69-138).
Том 3. От Антонина Пия до Коммода (138—192).
Том 4A. От Пертинакса до Каракаллы (192—217).
Том 4B. От Макрина до Пупиена и Бальбина (217—238).
Том 4C. От Гордиана III до Урания Антонина (238—253).
Том 5A. От Валериана до Флориана (253—276).
Том 5B. От Проба до середины правления Диоклетиана и Максимиана (276—295).
Том 6. От середины правления Диоклетиана и Максимиана до Максимина Дазы (295—313).
Том 7. Эпоха Константина I (313—337).
Том 8. Правление династии Константина и Иовиана (337—364).
Том 9. От Валентиниана I до Феодосия I (364—395).
Том 10. От разделения Империи до Ромула Августула на Западе и Зенона на Востоке (395—491).
Даны описание особенностей чеканки каждого императора, описания монет, монетные дворы и т. п. Также обозначается редкость монеты на момент выхода тома (сейчас эти обозначения во многом не соответствуют действительности из-за постоянных находок новых монет).